# Eupithecia bullata
Eupithecia bullata là một loài bướm đêm trong họ Geometridae.